# 阿波大正浪漫 バルトの庭

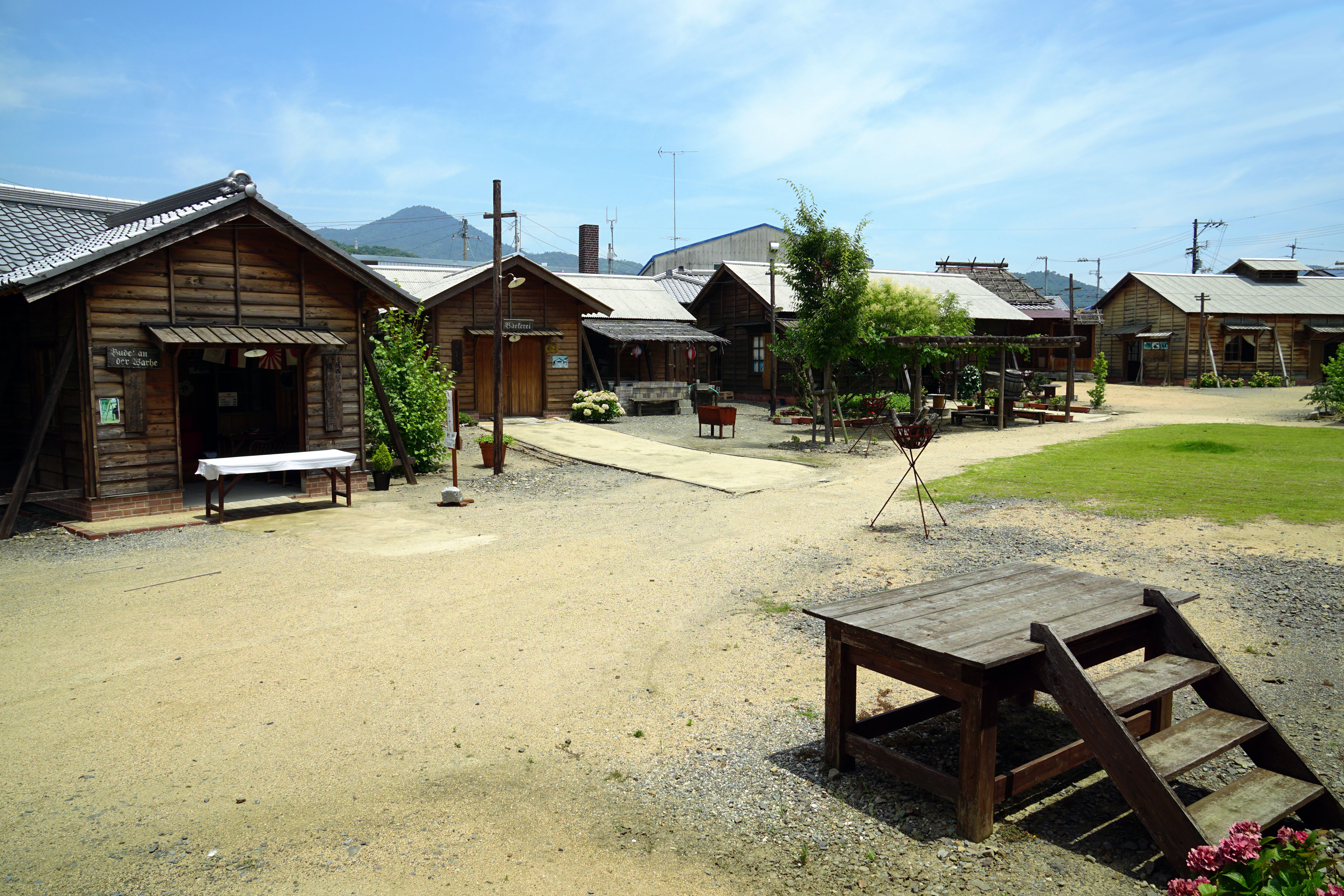
管理棟前から

阿波大正浪漫 バルトの庭（あわたいしょうろまん バルトのにわ）は、徳島県鳴門市大麻町桧にあったテーマパーク。2015年5月6日に閉園。
2006年に公開された映画『バルトの楽園』と、その題材となった板東俘虜収容所をテーマとする。映画のロケで使用されたセットを中心に、実際の収容所建造物も交えて、収容所や映画撮影時の模様を紹介していた。
運営は特定非営利活動法人（NPO）の「ドイツ村BANDOロケ村保存会」であった。

## 開設と閉園の経緯
2005年の映画撮影の際、鳴門市などが協力する形で、鳴門市板東にロケセットが建設された。撮影終了後の2006年3月から2年間の限定という形で、「BANDOロケ村～歓喜の郷」の名称で有料の施設公開がおこなわれた。これは市が地元のボランティアの協力を得て実施され、市の予想を上回る23万人の来場者があった。地元からは公開の継続を求める声があり、閉鎖2週間後の2008年4月から地元のNPOが市と運営委託契約を結んで公開を再開した。しかし、地権者との関係や立地の問題（河川敷上であった）、さらに建物の安全性を理由に市側は2009年3月以降の契約延長を認めず、2009年2月に再び閉鎖された。
鳴門市側は別の土地への移築による保存をNPOに提案し、NPO側が少し離れた場所の土地を確保した上で移築がおこなわれた。この移築に際して、実際の収容所で使用された兵舎（バラッケ）1棟も敷地内に移築保存されることとなった。2010年4月25日にオープン。
2015年、施設の設置・運営に協力してきた地権者が「一定の地域活性化の役割は果たした」として閉園を運営者に申し入れ、5月6日限りで約5年の歴史に幕を下ろした。施設等の今後については未定としている。2015年12月9日から2016年1月24日まで期間限定で再公開された。

## 施設
場内では、ボランティアによる無料ガイドがおこなわれていた。
ロケセットの建物
映画の撮影に際して当時を復元して建てられたもの。営門のほか管理棟・売店（民家）・衛兵詰所・印刷所・製パン所・洗面所・酒保・兵舎（バラッケ）の8棟。2011年には製パン所のセット内に実際にパンが焼ける煉瓦窯が再現され、土日と祝日にはこの窯で焼いたパンが数量限定で販売されていた。
実際の兵舎（バラッケ）
大正時代に建設され、その後転用されていたものを移築復元。将校用兵舎。
野外舞台
2011年9月完成。農村舞台を模した木造平屋で、阿波人形浄瑠璃の上演会や演奏会等を開催した。

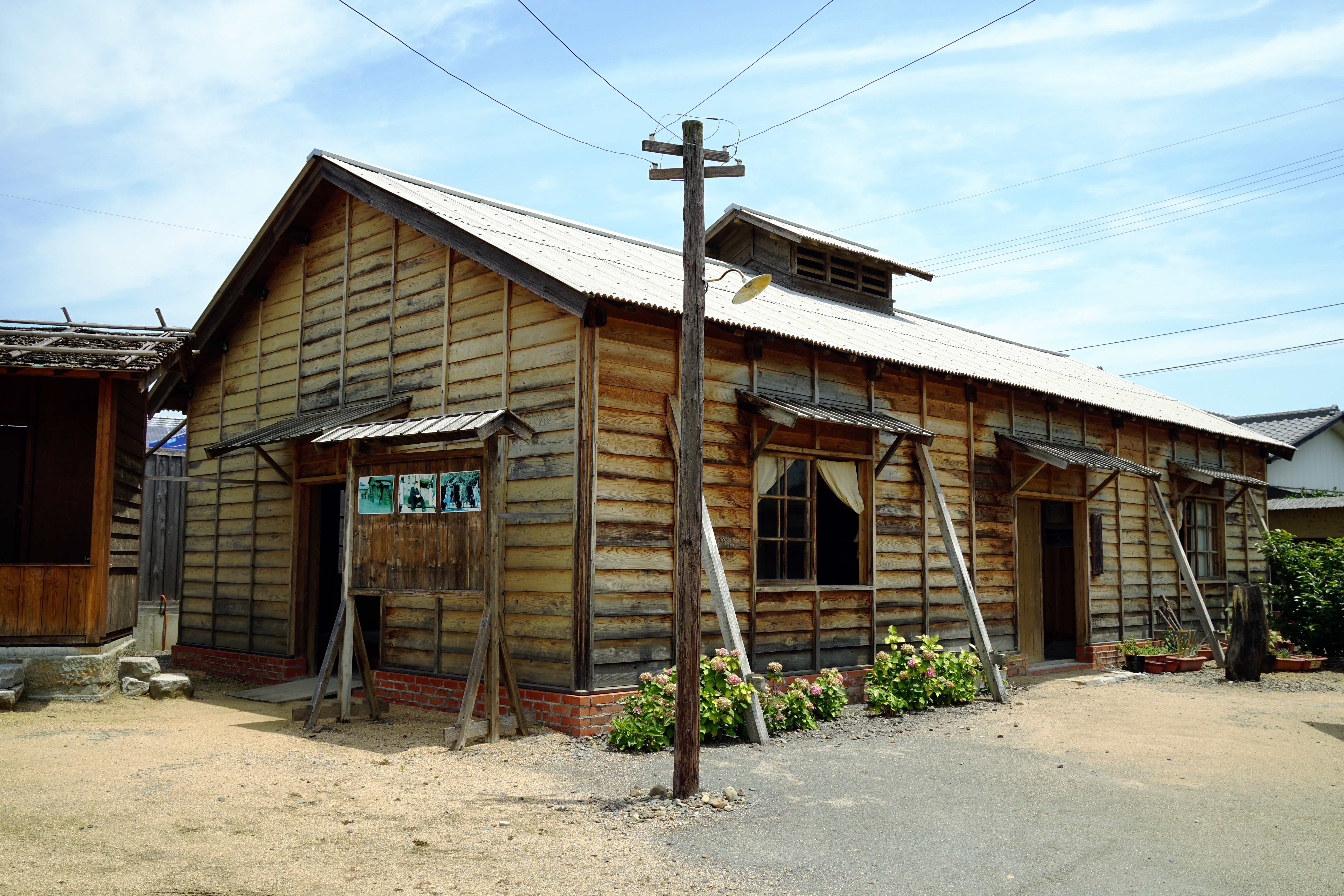
将校用兵舎（大正時代建築）
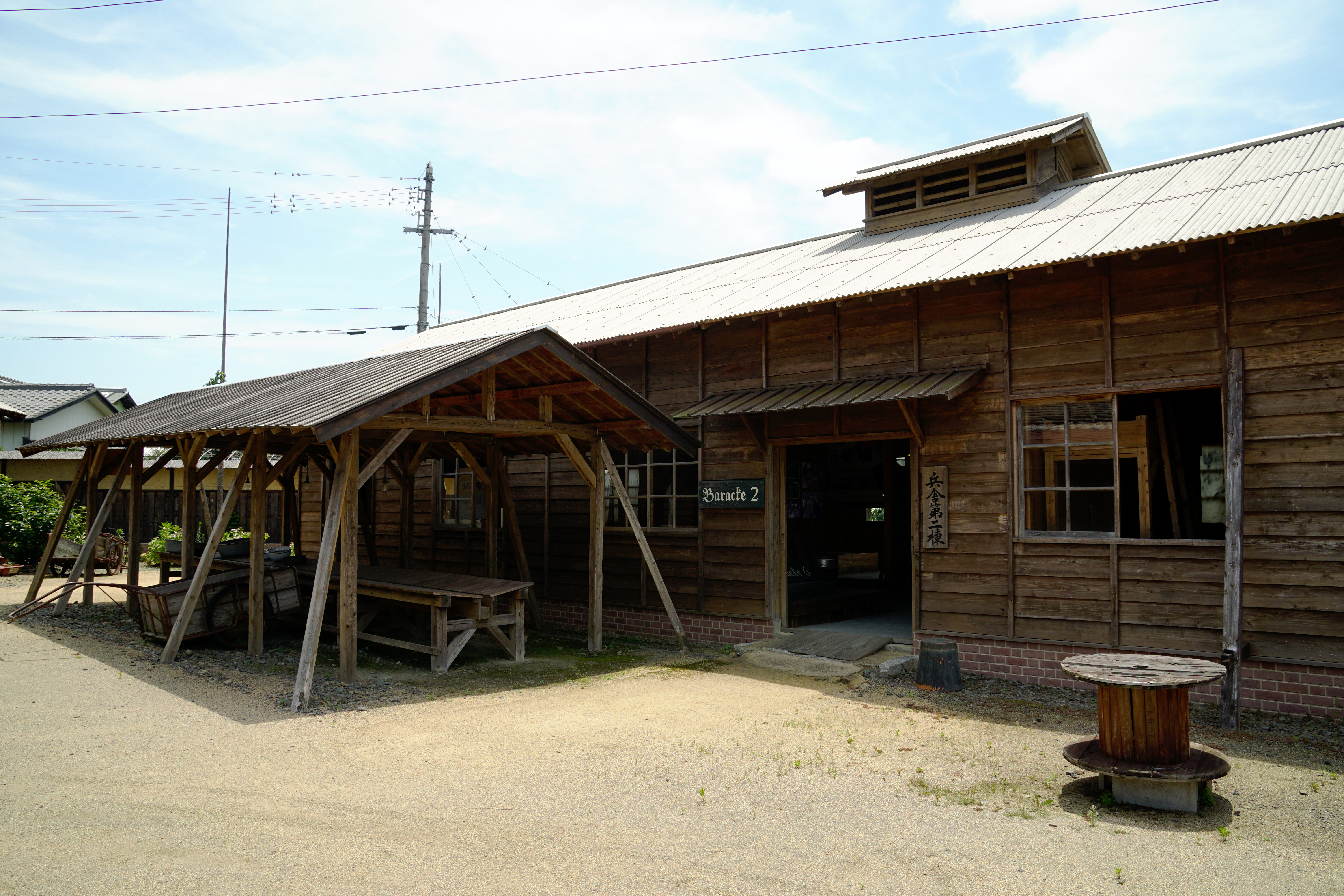
兵舎
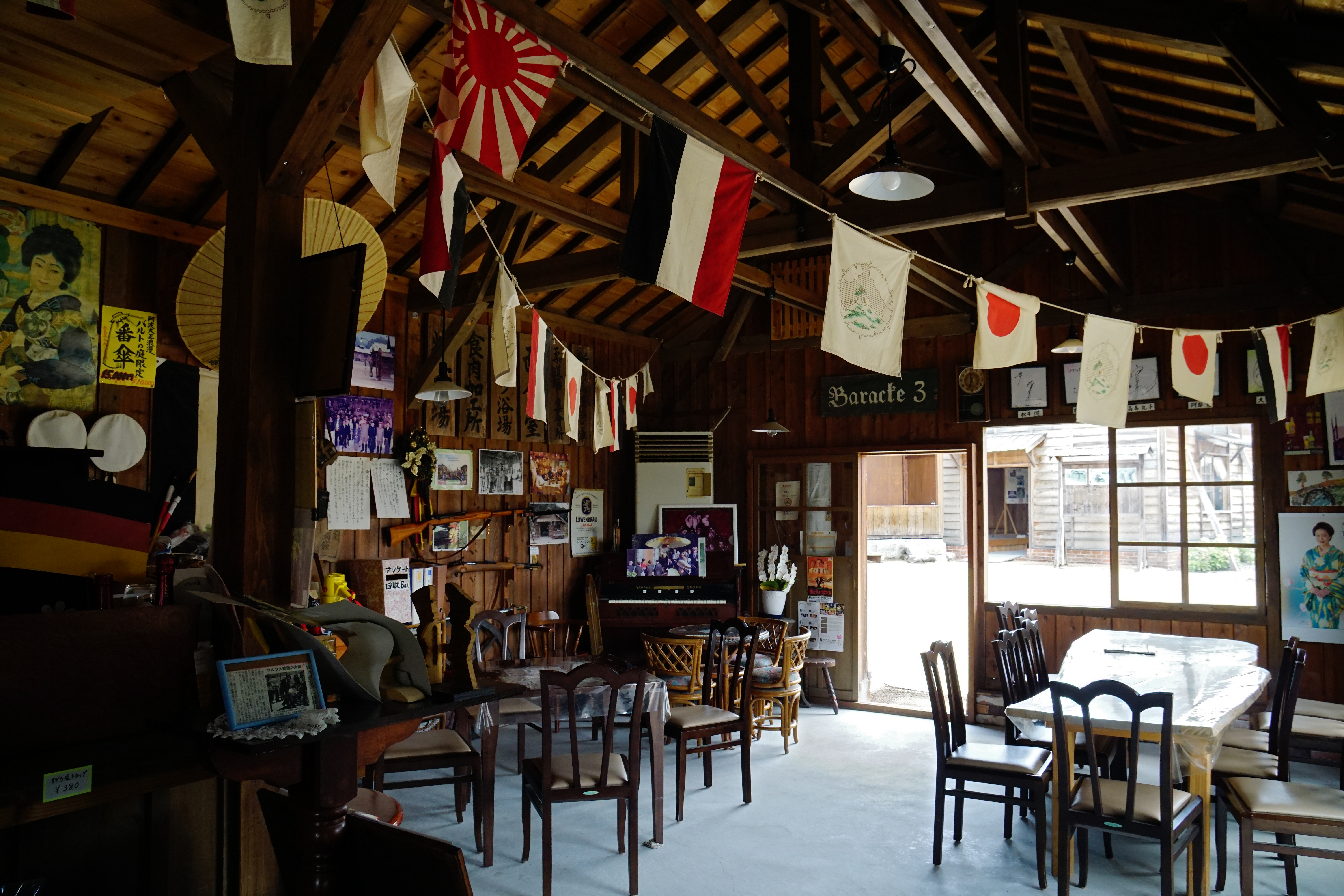
酒保
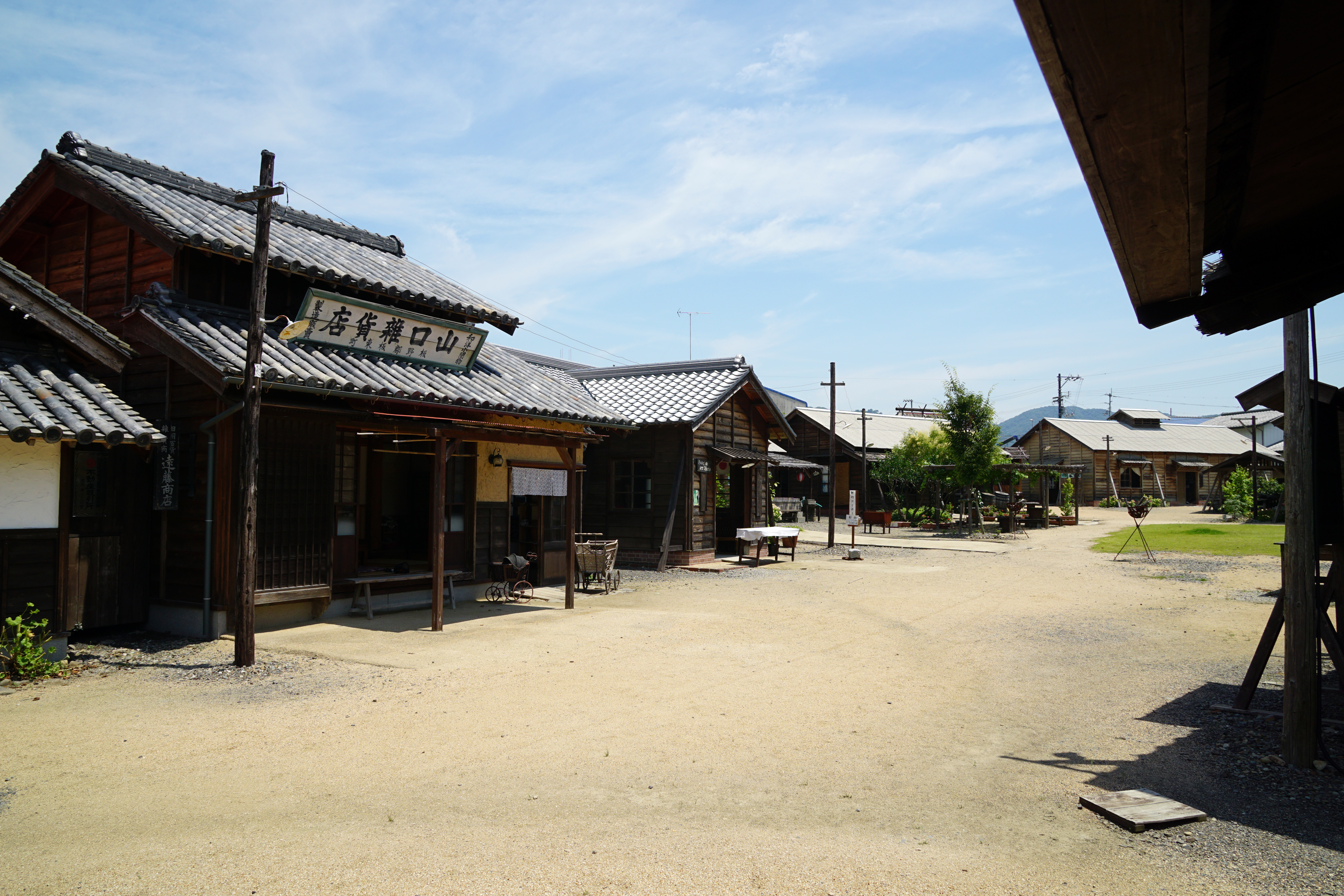
雑貨店（左）

## 利用情報
- 開場時間：9時 - 16時30分

## 交通アクセス
- 高松自動車道 鳴門西バスストップから徒歩10分。
- JR板東駅から徒歩約10分。
- 高松自動車道板野ICから車で約5分。
- 徳島自動車道 藍住ICから車で約10分。
- 神戸淡路鳴門自動車道 鳴門ICから車で約15分。

## 周辺
- 船本牧舎 - 徒歩2分。国登録有形文化財。1917年建築。板東俘虜収容所のドイツ人の設計により建設された[7]。
- ドイツ村公園 - 徒歩2分。板東俘虜収容所の跡地。
- 霊山寺 - 徒歩8分。四国八十八箇所第一番霊場。ドイツ人俘虜による音楽の授業が境内で行われた。
- 大麻比古神社 - 徒歩10分。阿波国一宮。ドイツ人俘虜により建設されたドイツ橋と眼鏡橋が現存。
- 道の駅第九の里 - 徒歩10分。板東俘虜収容所のバラッケ1棟が移築保存されている。
- 鳴門市ドイツ館 - 徒歩10分。板東俘虜収容所をメインテーマの一つとする博物館。
- 鳴門市賀川豊彦記念館 - 徒歩10分。建物はドイツ人俘虜の設計により建設された船本牧舎をモデルとしている[8]。
- ばんどうの鐘 - 日独友好と恒久平和を祈念して、ドイツ館の背後の山に建設された。
- 大塚国際美術館